# Batalha de Appomattox Court House
A Batalha de Appomattox Court House, lutado em Condado de Appomattox, na Virgínia, na manhã de 9 de abril de 1865, foi uma das últimas batalhas de significância travada durante a Guerra Civil Americana (1861–1865). Foi o confronto final entre o general-em-chefe das forças confederadas, Robert E. Lee, e seu Exército da Virgínia do Norte e o Exército do Potomac da União, liderada pelo Comandante Geral do Exército dos Estados Unidos, Ulysses S. Grant.
Lee, tendo a abandonado a capital confederada de Richmond, Virgínia após uma campanha de dez meses no Cerco de Petersburg, recuando para o oeste, na esperança de se juntar ao seu exército com as forças confederadas restantes na Carolina do Norte, com o Exército do Tennessee sob comando do general Joseph E. Johnston. A infantaria e cavalaria da União, lideradas pelo general Philip Sheridan, perseguiu e interrompeu a retirada dos confederados na vila central da Virgínia em Appomattox Court House. Lee lançou um ataque de última hora para romper as linhas das tropas federais à sua frente, assumindo que a força da União consistia inteiramente de cavalaria levemente armada. Quando ele percebeu que a cavalaria inimiga estava agora apoiada por dois corpos de infantaria federal, ele não teve escolha a não ser se render com sua nova avenida de retirada e fuga agora cortada, pois, se não o tivesse feito, suas forças teriam sido dizimadas.
A assinatura dos documentos de entrega ocorreu na salão de uma casa que era propriedade de Wilmer McLean na tarde de 9 de abril. Três dias depois, em 12 de abril, uma cerimônia formal de desfile e o empilhamento de armas liderado pelo major-general confederado John B. Gordon para o general-de-brigada federal Joshua Chamberlain marcou a dissolução do Exército da Virgínia do Norte com a rendição e/ou dispensa de quase 28 000 militares confederados (oficiais e soldados), livres para voltar para casa sem suas armas principais, mas foi permitido que esses homens levassem seus cavalos e os oficiais mantenham suas armas (espadas e pistolas), assim efetivamente encerrando a guerra na Virgínia.
Este evento desencadeou uma série de rendições subsequentes em todo o Sul, na Carolina do Norte, no Alabama e finalmente em Shreveport, Luisiana, no Teatro Trans-Mississippi no oeste em junho, sinalizando o fim da guerra que já se arrastava fazia quatro anos.